# Maurice Gemayel

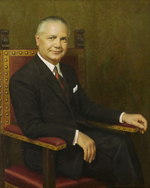
Maurice Gemayel

Maurice Gemayel (Libanon, 1910 – aldaar, 31 oktober 1970) was een Libanees politicus.
In 1960 was hij minister van Financiën en vervolgens minister van Economische en Sociale Ontwikkeling. Hij was parlementslid voor de Kataeb Partij, afgevaardigd voor de maronieten in het district Metn en was voorzitter van de parlementaire planningscommissie. Tevens was hij voorzitter van de Voedsel- en Landbouworganisatie (FAO) van 1965 tot 1969. Gemayel werd beschouwd als een gematigd en visionair politicus.
Maurice Gemayel is een broer van Pierre Gemayel.